# Mimmi Kanervo
Vilhelmina “Mimmi” Kanervo, född Trogen, tidigare Grönlund, den 26 maj 1870 i Urdiala, död 1 april 1922 i Helsingfors, var finländsk fackföreningsledare, socialdemokratisk politiker och en av Finlands första riksdagsledamöter. Kanervo tjänstgjorde i lantdagen i SDP-gruppen från 1907 till 1917. Hon valdes som representant för Åbo läns norra valkrets ungefär nuvarande Satakunta.
Vilhelmina var dotter till torparen Johan Henrik Trogen och Maria Andersintytär. Hon arbetade som hembiträde på landsbygden och i Åbo fram till 1903. Sedan gick hon med i arbetarrörelsen och var bland annat sekreterare i Finlands ekonomi och restaurangarbetares förbund (finska: Suomen talous- ja ravintolatyöntekijäinliitto). Kanervo deltog som aktiv medlem i strejkkommittén under Storstrejken 1905. 
I anknytning till inbördeskriget fängslades hon 1918 av politiska skäl. Efter frigivandet arbetade hon som föreläsare för Finlands socialdemokratiska kvinnoförening fram till sin död knappt två månader före 52 års ålder i Helsingfors 1922.